# Mošios ežeras
Mošios ežeras este o arie protejată (arie specială de conservare — SAC, sit de importanță comunitară — SCI) din Lituania întinsă pe o suprafață de 39,84 ha, integral pe uscat.

## Localizare
Centrul sitului Mošios ežeras este situat la coordonatele 54°35′55″N 24°34′22″E / 54.5986°N 24.5728°E.

## Înființare
Situl Mošios ežeras a fost declarat sit de importanță comunitară în iunie 2005 pentru a proteja 2 specii de animale. Situl a fost protejat și ca arie specială de conservare în ianuarie 2021.

## Biodiversitate
Situată în ecoregiunea boreală, aria protejată nu include niciun habitat protejat.
La baza desemnării sitului se află mai multe specii protejate:
- mamifere (1): vidră de râu (Lutra lutra)
- nevertebrate (1): libelule (Leucorrhinia pectoralis)

Pe lângă speciile protejate, pe teritoriul sitului au mai fost identificate 5 specii de păsări, 1 specie de nevertebrate.